# Sara Murphy
Sara Murphy (...) è una produttrice cinematografica statunitense.

## Biografia
Laureatasi in ingegneria, è entrata nell'industria cinematografica inizialmente come assistente dell'attore Philip Seymour Hoffman, venendo accreditata come produttrice associata dell'esordio alla regia di quest'ultimo, Jack Goes Boating (2010). Nel 2014 ha esordito come produttrice "in proprio" con due film indipendenti in concorso al Sundance (God's Pocket e Viaggio al nord), vincendo per quest'ultimo il Premio John Cassavetes agli Independent Spirit Award come miglior film costato meno di 500 000 dollari.
L'anno seguente, Hoffman, che era stato più volte diretto da Paul Thomas Anderson, l'ha presentata a quest'ultimo, quando il regista stava cercando un produttore di cinema indipendente che l'aiutasse a girare il suo primo videoclip in oltre un decennio. Nel corso degli anni 2010 Murphy ha prodotto tutti i videoclip diretti da Anderson per musicisti come i Radiohead, Joanna Newsom, le Haim e gli Smile. Nel 2016 ha fondato assieme a Barry Jenkins e Adele Romanski la casa di produzione indipendente PASTEL Productions, producendovi film come Se la strada potesse parlare (2018) e Mai raramente a volte sempre (2020). È poi divenuta la nuova produttrice abituale di Anderson anche nei suoi progetti per il cinema a partire da Licorice Pizza (2021), per il quale ha ricevuto la sua prima candidatura all'Oscar al miglior film. Ha lasciato la Pastel nel 2022 per fondare la casa di produzione Fat City.

## Filmografia

### Cinema
- God's Pocket, regia di John Slattery (2014) - co-produttrice
- Viaggio al nord (Land Ho!), regia di Martha Stephens e Aaron Katz (2014)
- Morris l'americano (Morris from America), regia di Chard Hartigan (2016)
- Hunter Gatherer, regia di Joshua Locy (2016)
- Person to Person, regia di Dustin Guy Defa (2017)
- Gemini, regia di Aaron Katz (2017)
- The Mountain, regia di Rick Alverson (2018)
- Se la strada potesse parlare (If Beale Street Could Talk), regia di Barry Jenkins (2018)
- Anima, regia di Paul Thomas Anderson – cortometraggio (2019)
- Mai raramente a volte sempre (Never Rarely Sometimes Always), regia di Eliza Hittman (2020)
- Licorice Pizza, regia di Paul Thomas Anderson (2021)
- Divano di famiglia (Mother, Couch), regia di Niclas Larsson (2023)
- If I Had Legs I'd Kick You, regia di Mary Bronstein (2025)
- Una battaglia dopo l'altra (One Battle After Another), regia di Paul Thomas Anderson (2025)

### Televisione
- La ferrovia sotterranea (The Underground Railroad) – miniserie TV, 10 puntate (2021)

### Video musicali
- Sapokanikan – Joanna Newsom (2015)
- Divers – Joanna Newsom (2015)
- Daydreaming – Radiohead (2016)
- The Numbers – Radiohead (2016)
- Little of Your Love – Haim (2017)
- Right Now – Haim (2017)
- Summer Girl – Haim (2019)
- Now I'm in It – Haim (2019)
- The Steps – Haim (2020)
- Wall of Eyes – The Smile (2023)
- Friend of a Friend – The Smile (2024)

## Riconoscimenti
- Premio Oscar
  - 2022 – Candidatura al miglior film per Licorice Pizza
- Premio BAFTA
  - 2022 – Candidatura al miglior film per Licorice Pizza
- British Independent Film Award
  - 2021 – Candidatura al miglior film indipendente internazionale per Mai raramente a volte sempre
- Gotham Independent Film Award
  - 2018 – Candidatura al miglior film per Se la strada potesse parlare
  - 2021 – Candidatura al miglior film per Mai raramente a volte sempre
- Independent Spirit Awards
  - 2015 – Premio John Cassavetes per Viaggio al nord
  - 2017 – Candidatura al premio John Cassavetes per Hunter Gatherer
  - 2019 – Miglior film per Se la strada potesse parlare
  - 2021 – Candidatura al miglior film per Mai raramente a volte sempre